# ۱-اتیل-۳-(۳-دی‌متیل‌آمینوپروپیل) کربودی‌ایمید
۱-اتیل-۳-(۳-دی‌متیل‌آمینوپروپیل)کربودی‌ایمید (به انگلیسی: 1-Ethyl-3-(3-dimethylaminopropyl)carbodiimide) یک ترکیب شیمیایی با شناسه پاب‌کم ۱۵۹۰۸ است. این ترکیب برای فعال کردن گروههای کربونیل به ویژه بنیان کربوکسیلیک اسید به کار می رود.